# Віктор Амадей фон Ангальт-Бернбург-Шаумбург-Гойм
Віктор Амадей фон Ангальт-Бернбург-Шаумбург-Гойм (нім. Victor Amadeus von Anhalt-Bernburg-Schaumburg-Hoym; нар.21 травня 1744, Шаумбург, Ангальт, Німеччина — † 2 травня 1790, Пардакоскі, Фінляндія) — німецький принц з династії Асканіїв, російський генерал-поручик.

## Родина

Герб князів Ангальт-Бернбург-Шаумбург-Гоймських

Син правлячого князя Віктора I Амадея Адольфа Ангальт-Бернбург-Шаумбург-Гоймського (1693–1772). від другого шлюбу з Гедвігою Софією з роду графа фон Доннесмарк (1717–1795)..
Був одружений 21 квітня 1778 року з Магдаленою Софією, княжною Сольмс-Браунфельською (1742–1819), яка була сестрою правлячої ландграфині Ульрики Луїзи Гессен-Хомбург. Від цього шлюбу народився син Віктор Амадей (1779–1783). За тодішніми правилами, новонародженого принца в Росії відразу було зараховаго до батьківського лейб-гвардійського кірасирського полку корнетом. Але малюк невдовзі помер. Його поховали в Бад-Гомбурзі у ландграфському родинному склепі.
У 1782 році родина принца В. А. Ангальт-Бернбурзького оселилася в Бад-Хомбурзі на Луїзенштрассе (Louisenstraße (Bad Homburg)).
Дружина принца Магдалена Софія померла 21 січня 1819 р. у віці 76 років. Її поховано у ландграфському склепі в Бад-Хомбурзі поряд із сином.

## Кар'єра

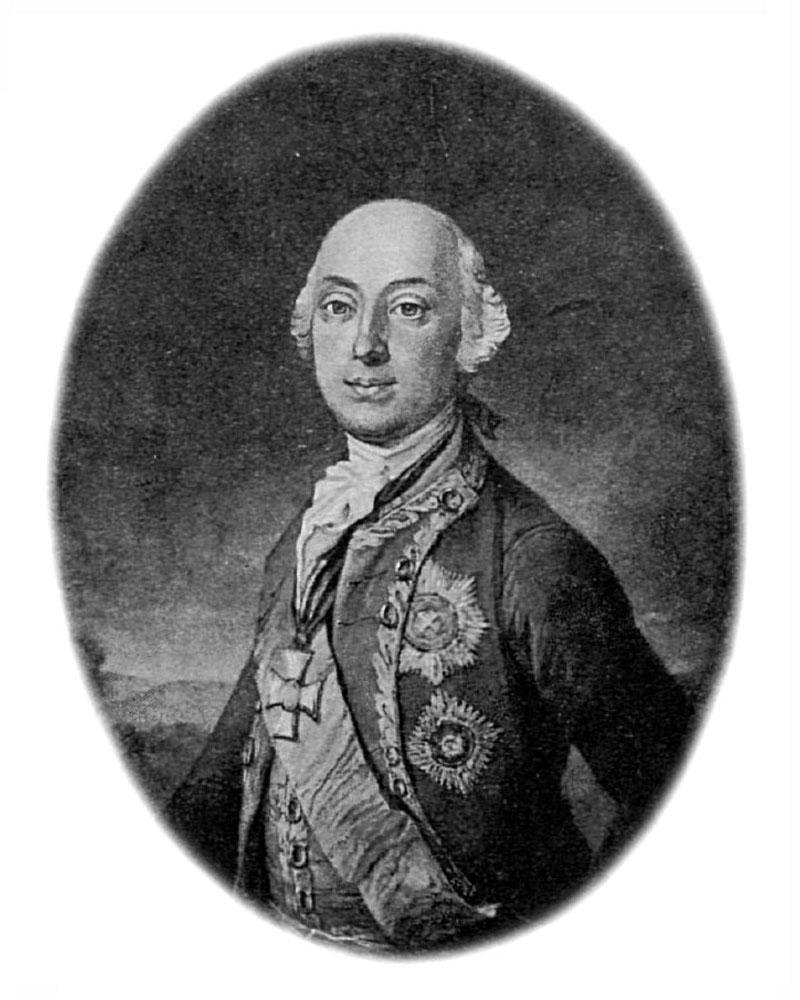
Віктор Амадей Ангальт-Бернбург-Шаумбург-Гойм. З гравюри І. Піхлєра портрета пензля В. Тішбейна

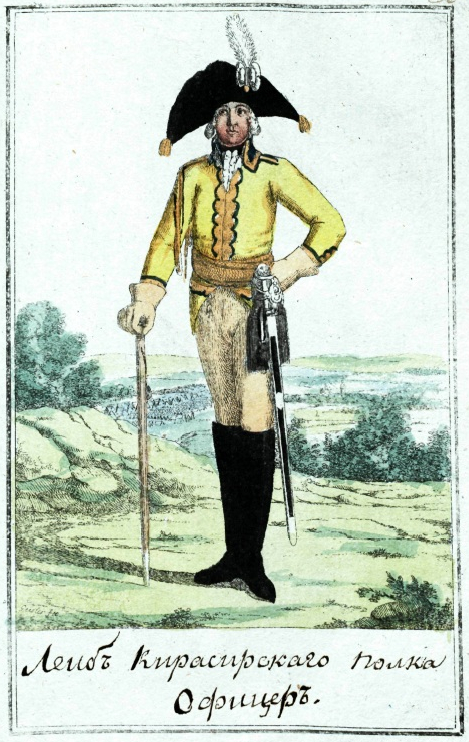
Офіцер Лейб-Кірасирського полку.

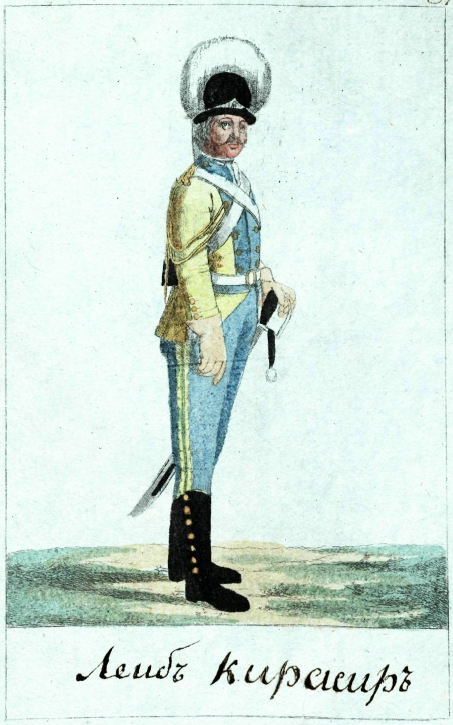
Лейб-Кірасир.

Військову кар'єру принц В. А. Ангальт-Бернбург-Шаумбург-Гоймський розпочав в чині капітана нідерландської армії. Невдовзі він перейшов до лав імператорських збройних сил. На австрійській службі він отримав чин ротмістра.1772 року В. А. Ангальт-Бернбург-Шаумбург-Гоймський вступив у російську військову службу у лейб-кірасирський полк.
13 березня 1774 р. отримав чин бригадира.
10 липня 1775 р. отримав чин генерал-майора.
18 червня 1778 р. отримав чин генерал-поручика.

## Участь у Російсько-турецькій війні (1768–1774)
Під час Російсько-турецької війни 1768–1774 полковник В. А. Ангальт-Бернбург-Шаумбург-Гоймський знаходився у розпорядженні начальника загону генерал-поручика барона К. К. Унгерн-Штернберга (1730–1799). При штурмі Варни барон очолив центральну колону сам, а правий фланг підпорядкував принцу. Полковник В. А. Ангальт-Бернбурзький прийняв під команду єгерський та один з гренадерських батальйонів. Підійшовши до фортечного рову, солдати центральної та правої колони почали вагатися — рів виявився заглибоким. Почався відступ, який російським офіцерам попередити не вдалося. При відступі до 700 осіб виявилося вбитими та пораненими, що становило майже п'яту частину загону генерал-поручика К. К. Унгерн-Штернберга. До того ж російські війська при відступі з-під Варни втратили шість легких гармат. Відбитий від фортеці загін росіян відступив до села Аджимлєр, аби звідти рушити до Базарджику на з'єднання із військами генерал-поручика князя Юрія Володимировича Долгорукова . Головнокомандувач генерал-фельдмаршал граф Петро Олександрович Румянцев-Задунайський, бажаючи послабити вплив невдачі під Варною, підкреслив, що вона одна ще нічого не доводить. Тому прискорювати через це відступ не варто. Турки не наважилися на переслідування у невдалий день. Бачачи сміливість російських військ, які зважилися на відкритий приступ такої фортеці, як Варна, ворог мав би віддати шану військовій мужності. До того ж турки вважали себе щасливими, що змогли втриматися у фортеці, а про дії у відкритому бою не могло вестися і мови. В. А. Ангальт-Бернбург-Шаумбург-Гоймський перебував у почті графа Румянцева]] при підписанні Кючук-Кайнарджійського мирного договору між Росією та Османською імперією (Туреччиною).
У 1778 р. принц В. А. Ангальт-Бернбург-Шаумбург-Гоймський під час Баварської кризи значився серед російських командувачів основних та допоміжних військових підрозділів.

## Участь у Російсько-Австро-Турецькій війні (1787–1791). Облога і штурм Очакова

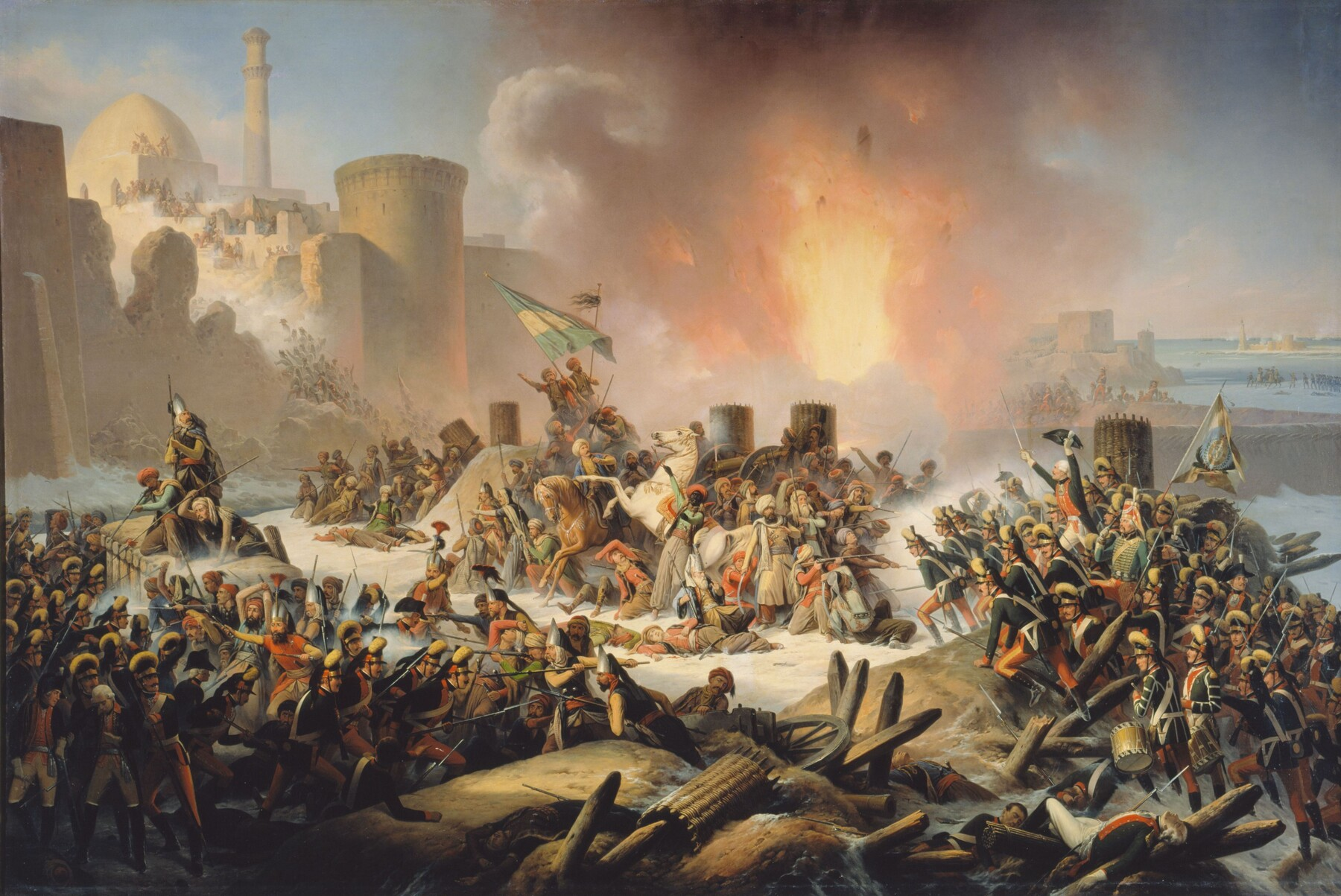
Я. Суходольський. Штурм Очакова (1853 р.)

Активне командування військами В. А. Ангальт-Бернбург-Шаумбург-Гоймського припадає на Російсько-турецьку війну 1787–1791 рр. У 1788 р. генерал-поручик прибув до діючої Катеринославської армії генерал-фельдмаршала князя Г. О. Потьомкіна, який командував облогою та штурмом Очакова.
Диспозиція штурму була опрацьована генерал-аншефом Іваном Івановичем Меллєром (1725–1790) і була затверджена генерал-фельдмаршалом Г. О. князем Потьомкіним. Чотири колони правого флангу знаходилися під загальним командуванням генерал-аншефа князя Миколи Васильовича Рєпніна. З них дві перші колони «перебували під приватним начальством» генерал-поручика В. А. Ангальт-Бернбург-Шаумбург-Гоймського. Перша колона очолювалася генерал-майором Петром Людвігом фон-дер-Паленом (1745–1826). Вона складалася із солдатів Тамбовського піхотного полку, батальйону спішених єгерів, 1000 катеринославських піших козаків, 200 кінних донських козаків полковника Матвія Івановича Платова (1753–1818), команда «вірних козаків» та вірменські волонтери команди майора Абрамова. Перша колона мала з правого флангу рушити морським узбережжям до замку коменданта трьох бунчужного паші Гасана. Захопивши його вона мала повернути на очаківський земляний ретраншемент та атакувати його з південного боку лиману.

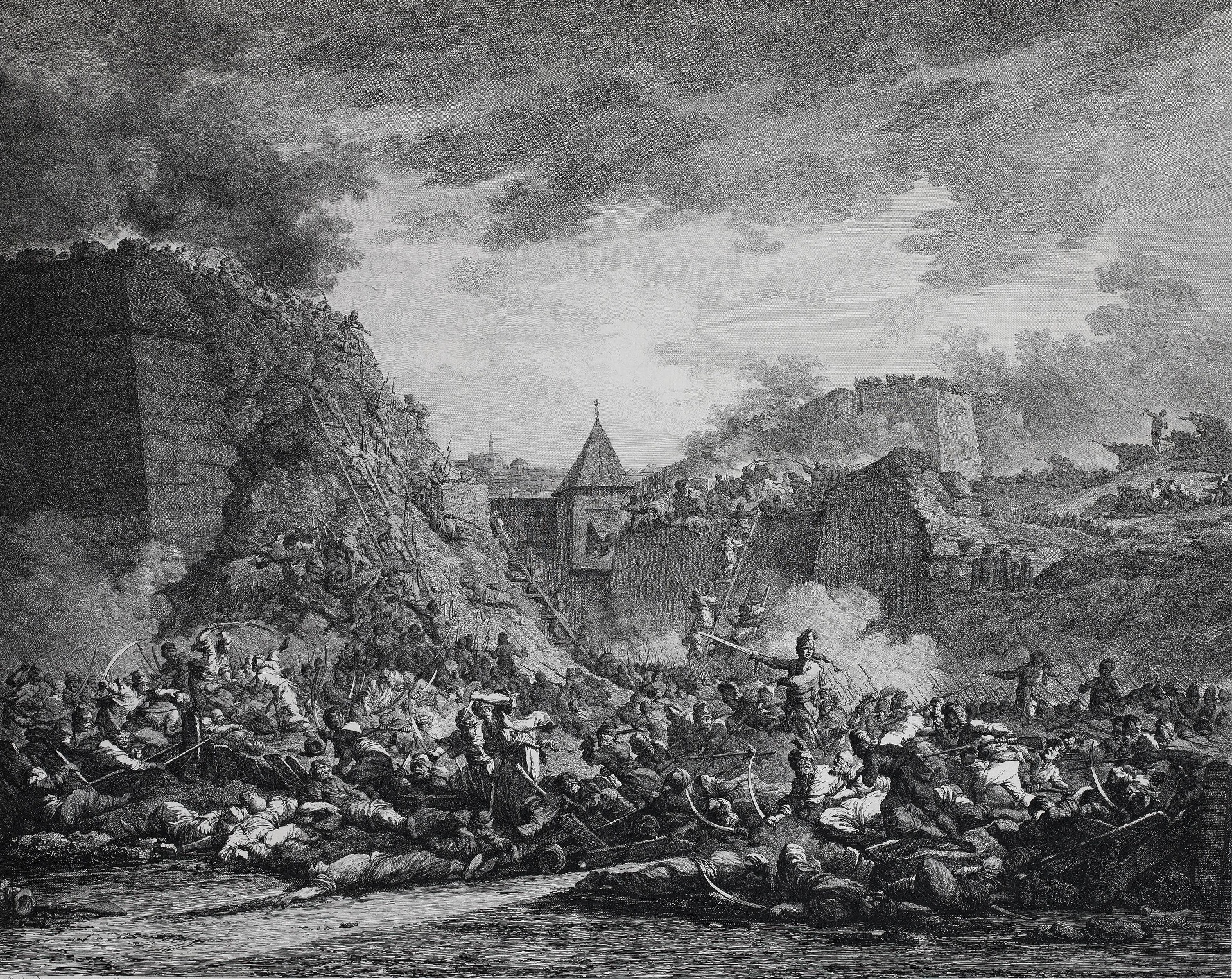
З гравюри А. Берга. Штурм Очакова (1792 р.)

Друга колона була поділена на дві частини, аби ввести супротивника в оману. Одна частина, на чолі із бригадиром князем С. Л. Львовим (1740–1812), складалася із солдатів Катеринославського гренадерського полку та батальйону Таврійського гренадерського полку. Друга частина, яка перебувала під командою полковника В. С. Бойкова, увібрала у себе два батальйони Катеринославського єгерського корпусу та 50 вершників Єлисаветградського легко-комонного полку. Друга колона мала увійти в ретраншемент з двох боків і тим самим розсіяти увагу супротивника та боротися за його захоплення з тилу.
О 7 годині 6 грудня 1788 р. одночасно з усіх боків та шістьма колонами розпочався штурм. Генерал-поручик В. А. Ангальт-Бернбург-Шаумбург-Гоймський особисто перебував у другій колоні. Саме вона забезпечувала успішні дії першої колони. Звідти здійснювалося правильне і виважене командування принца. Ретраншемент та навколишні будівлі було захоплено. Власне сам В. А. Ангальт-Бернбург-Шаумбург-Гоймський з гренадерами та єгерами гнав попереду себе турків до Стамбульських воріт. Ті ворота турки захищали з відчаєм. Так, що коли вони були вже відкриті, то принц увійшов до фортеці по трупам, які наповнювали рів у три сажні завглибшки.
В наступну кампанію 1789 р. принц В. А. Ангальт-Бернбург-Шаумбург-Гоймський проходив у першій дивізії Об'єднаної Південної армії генерал-фельдмаршала князя Г. О. Потьомкіна. У складі дивізії, квартира якої знаходилася в Єлисаветграді, перебувало 20 кінних полків, 9 піхотних полків, 3 єгерських корпуси, «вірні козаки» та 70 гармат. При дивізії генерал-поручик В. А. Ангальт-Бербурзький був «частным начальником». Взяв участь у взятті Каушан, Акермана та Бендер.

## Російсько-шведська війна 1788–1790. Героїчна загибель

План битви при Пардакосках 18 квітня 1790 р.

Наступною війною, в якій взяв активну участь генерал-поручик В. А. Ангальт-Бернбург-Шаумбург-Гоймський була російсько-шведська (1789–1790). Бойові дії для росіян розпочалися невдало. Шведи на чолі із своїм королем Густавом ІІІ (1746–1792) виявилися переможцями у бою під Кєрнікоскі та Пардакоскі, під Валкіала.
Контратака росіян була призначена на 18 квітня о 23 годині 30 хвилин. Рух на військо Густава ІІІ був запланований з трьох боків. Спочатку атака росіян була вдалою; шведи почали відступ. Генерал-поручик В. А. Ангальт-Бернбург-Шаумбург-Гоймський почав здійснювати спробу взяти Кєрнікоскі. Він дав наказ швидким маршем захопити Кернікоський міст. Росіяни захопили ворожу батарею. Шведи почали полишати шанці. Але невдовзі вони отримали міцну допомогу і почати тіснити росіян та перейшли до контратаки. В. А. Ангальт-Бернбург-Шаумбург-Гоймський не дочекався допомоги. І через шведську контратаку росіяни були змушені відступати. Військо було поділено на три колони. Частина принца «служила в ретираде». Бригадир В. С. Байков (? — 1790) поділив свою навпіл і попав під «два вогні». Підкріплення генерал-майора Ф. Ф. Бергмана (? — 1803) та бригадира князя О. С. Мещерського (1741 — ?) не спромоглося вчасно підійти на допомогу. Росіян знову було розбито.
В тому трагічному бою принца В. А. Ангальт-Бернбург-Шаумбург-Гоймського було смертельно поранено гарматним ядром у праву ногу вище коліна. Пораненого генерала гренадери взяли на плащі та віднесли до Савітайполя. Втрати росіян у тому бою склали: вбитими — 6 офіцерів та 195 солдатів, поранено — 16 офіцерів та 285 солдатів; втрати шведів: 41 вбитими та 173 пораненими.
У червні 1790 р. Катерина ІІ звернулася з листом до правлячого князя Карла Людвіга Ангальт-Бернбург-Шаумбурзького (1723–1806) — старшого брата небіжчика, «аби взнати про стан дружини та матері покійного генерал-поручика того дому».
Врешті-решт російсько-шведська війна була переможною для Росії. Вона закінчилася підписанням Верельського мирного договору 3 (14) серпня 1790 р. Його головною умовою було збереження довоєнних російсько-шведських кордонів.

## Учні
Найвідомішим учнем принца В. А. Ангальт-Бернбург-Шаумбург-Гоймського у військовій справі був майбутній генерал-фельдмаршал М. Б. Барклай де Толлі (1761–1818). Пам'ять про свого вчителя він проніс через усе своє життя. Відомо, що М. Б. Барклай де Толлі завжди вішав над ліжком мініатюрний портрет та шпагу принца. Ще одним із учнів принца вважав себе граф Ф. В. Растопчин (1763–1826) — сенатор, член Державної Ради, обер-камергер, московський градоначальник, генерал-губернатор Москви, письменник та публіцист.

## Нагороди
- 1764 р. орден Святої Анни (№ 128)[23].
- 29 липня 1773 р., після обговорень в Державній Раді (Совете при высочайшем присутствии) щодо нагород по Першій армії, було складено доповідь, чи не забажає імператриця Катерина ІІ «похвалити полковника принца Ангалт-бернбурзького власним листом»[24].
- 26 листопада 1775 р. орден Святого Великомученика і Побідоносця Георгія 4-го класу (№ 278) «рос. За храбрые и мужественные подвиги, оказанные при атаке неприятельских сил 12 июня 773 года близ Силистрии и при поиске того же года на Варну»[25] .
- 16 грудня 1788 р. орден Святого Великомученика і Побідоносця Георгія великого хреста 2-го класу (№ 14) «рос. В воздаяние усердия к службе и отличнаго мужества, с которым он, предводительствую вверенной ему колонною для атаки города и крепости Очакова, был из первых в взятии онаго приступом от войск Российских подвизавшихся»[26] .
- 21 квітня 1789 р. орден Святого Апостола Андрія Первозваного (№ 254) та орден Святого Олександра Невського (№ 557)[27].

## Оцінка
З реляції головнокомандувача графа П. О. Румянцева]] Катерині ІІ про бої під Сілістрією. 30 червня 1773 р.: 
|  | рос. полковник и кавалер принц Ангальт-Бернбургской, который командовал частью в колонне, на приступ к городу назначенный барона Игелштрома, и явил не меньше в сем как и во всех случаях к общему признанию дух твердости, свойственный его породе и свойственный рожденным военначальствовать |

.
Австрійський дипломат і фельдмаршал-лейтенант Ш. Ж. принц де Линь (1735–1814) у листі до французького посла у Росії Л. Ф. графа де Сегюра дав характеру В. А. принца Ангальт-Бернбурзького: 
|  | Бачу родича Катерини (принц Ангальт-Бернбург), який спочатку може здаватися найостаннішим офіцером її армії: такий він скромний та величезна простота! Він усе і не бажає здаватися нічим! У ньому поєднані усі дарування, усі можливі якості; він закоханий у свою посаду та у рушничні постріли; часто поринає у непотрібну небезпеку; любить виставляти інших та поступатися їм тим, що належить тільки йому; пестливий розумом та серцем; має тонкий та вірний смак; люб'язний, покірливий; ніщо не може вислизнути від його зауваження; швидкий на відповіді; все моментально обіймає розумом своїм; твердий у своїх правилах: поблажливий до мене одного, але суворий до себе та до інших; надзвичайно учений і – словом, наповнений істинним генієм військової людини. |

.
Сучасники зазначали: 
|  | Велич духу та чесність, якими він керувався, були головною рисою характеру, він належав до тієї групи людей, які з першого погляду викликають повагу та довіру. |

.

## Пам'ять

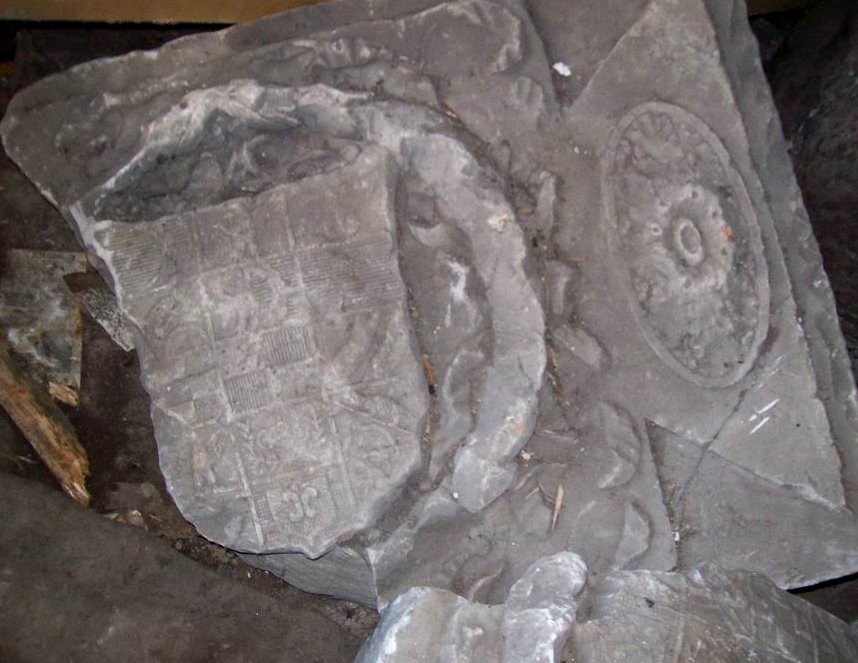
Нинішній стан надгробку

Останки генерал-поручика принца В.А Ангальт-Бернбурзького були спочатку поховані в церкві у місті Виборг. Нині його могила знаходиться на лютеранському цвинтарі селища Петрівське у Виборзі.

На замовлення |Катерини ІІ проект надгробку створив Джакомо Кваренгі. Віднайдені виборзькими краєзнавцями архівні джерела свідчать, що рукою уславленого митця було записано: 
|  | Гробниця Принца Ангальто-Бернбурзького коштувала 2602 ‹карбованців› й привезеться із застрахуванням до місця, за контрактом у тому укладеному. Вона зроблена в Італії по-перше тому, що у Петербурзі не було такого розміру готового мармуру, а по-друге, що в Італії ‹гробниця› стала на половину дешевше тієї ціни, яку тут просили |

.
1792 р. з італійського мармуру його було виготовлено на встановлено майстром П'єтро Маруцці. Пам'ятка зроблена у вигляді античного саркофагу із зображенням родового гербу та військової атрибутики (арматури).
За радянських часів надгробок було знищено. До сьогодні зберігся фундамент та мармурові уламки з гербом. Їх віднайшли та зберігали наукові співробітники Державного музею «Выборгский Замок», де вони знаходяться і донині.
Ім'я та загибель В. А. принца Ангальт-Бернбурзького згадується у вірші князя І. М. Долгорукого (1764–1823) «Хижина на Рпени». Племінник принца — Фрідріх V Людвіг Хрістіан ландграф фон Гессен-Гомбург (1748–1820) присвятив героїчному родичу кантату «Empfindungen bei dem Code des Prinz von Anhalt-Bernburg».